# Bliastonotus specularis
Bliastonotus specularis är en insektsart som först beskrevs av Fabricius 1775.  Bliastonotus specularis ingår i släktet Bliastonotus och familjen vårtbitare. Inga underarter finns listade i Catalogue of Life.